# Молини ди Триора
Молѝни ди Трио̀ра (на италиански: Molini di Triora; на лигурски: Moin de Triêua, Моин де Триеуа) е село и община в Северна Италия, провинция Империя, регион Лигурия. Разположено е на 460 m надморска височина. Населението на общината е 617 души (към 2011 г.).